# Nacionalismo griego

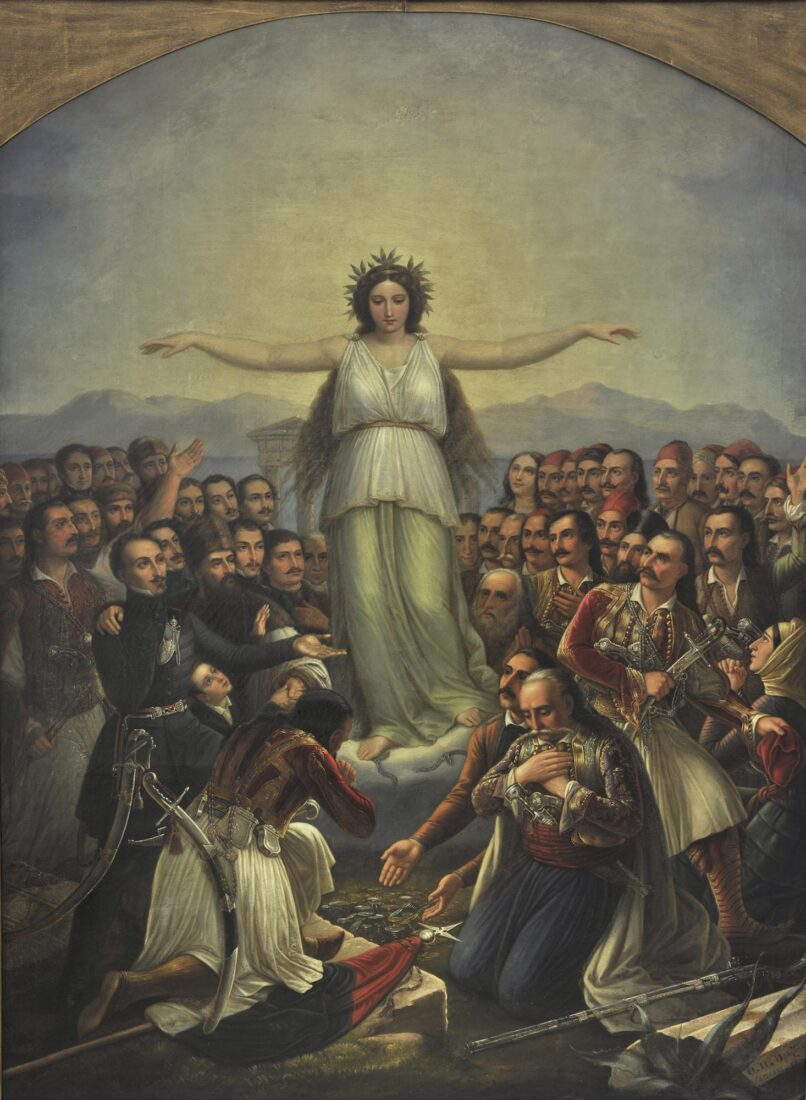
Hellas agradecida (1858), de Theodoros Vryzakis.

El nacionalismo griego (o nacionalismo helénico) se refiere al nacionalismo de los griegos y la cultura griega. Como ideología, el nacionalismo griego se originó y evolucionó en tiempos pre-modernos. Se convirtió en un importante movimiento político a partir del siglo XVIII, que culminó en la Guerra de Independencia griega (1821–1829) contra el Imperio otomano. Se convirtió en un potente movimiento en Grecia poco antes y durante la Primera Guerra Mundial bajo el liderazgo de la figura nacionalista Eleftherios Venizelos que persiguió la Gran Idea y logró liberar a Grecia en las guerras de los Balcanes y después de la Primera Guerra Mundial, se anexionó brevemente la región de Esmirna, antes de que fuera retomado por Turquía. Hoy el nacionalismo griego sigue siendo importante en la disputa greco-turca sobre Chipre.

## Historia

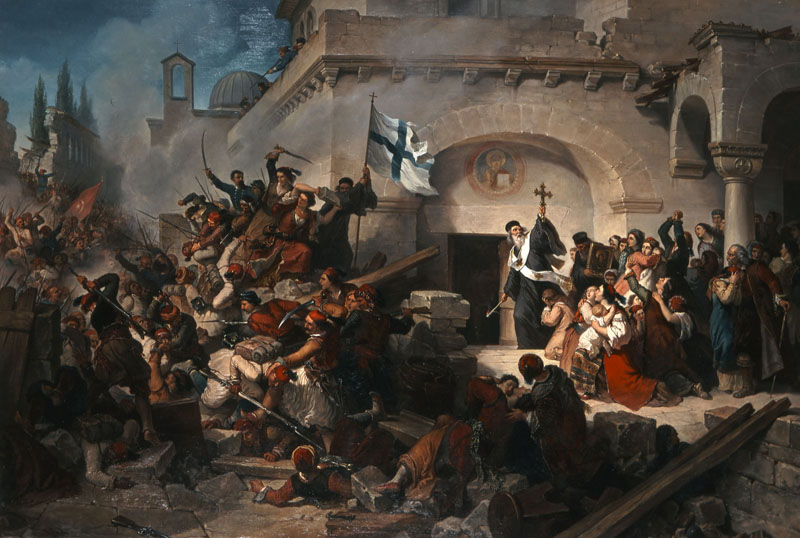
El holocausto de Arcadia de Giuseppe Lorenzo Gatteri; Escena de la revuelta de Creta (1866-69).

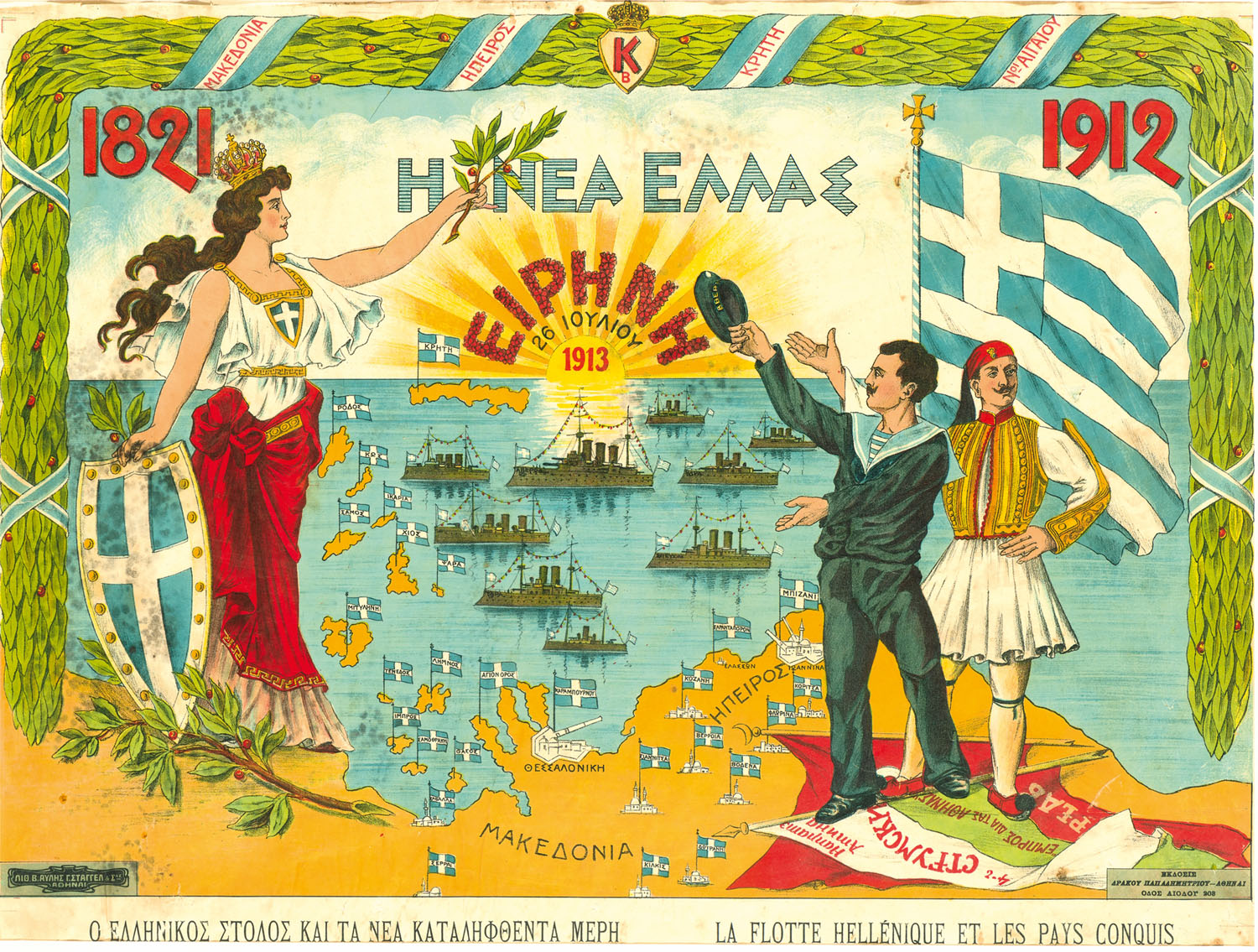
Cartel que celebra la «Nueva Grecia» después de las guerras de los Balcanes.

El establecimiento de sitios panhelénicos sirvió como un componente esencial en el crecimiento y la autoconciencia del nacionalismo griego. Durante las guerras greco-persas del siglo V a. C., el nacionalismo griego se estableció formalmente, aunque principalmente como una ideología en lugar de una realidad política, ya que algunos estados griegos todavía estaban aliados con el Imperio persa. Aristóteles e Hipócrates ofrecieron un enfoque teórico sobre la superioridad de las tribus griegas.
Cuando el Imperio bizantino fue gobernado por la dinastía Paleólogo (1261-1453), surgió una nueva era del patriotismo griego, acompañada por un regreso a la antigua Grecia. Algunas personalidades prominentes de la época también propusieron cambiar el título imperial de "basileus y autócrata de los romanos" a "Emperador de los helenos". Este entusiasmo por el pasado glorioso constituyó un elemento que estuvo presente en el movimiento que condujo a la creación del estado griego moderno, en 1830, después de cuatro siglos de dominio imperial otomano.
Los movimientos populares que piden enosis (la incorporación de territorios dispares griegos y poblados en un estado griego mayor) dieron como resultado la adhesión de Creta (1908), las islas Jónicas (1864) y Dodecaneso (1947). Los pedidos de enosis también fueron una característica de la política chipriota durante la era británica. Durante los turbulentos años de entreguerras, algunos nacionalistas griegos consideraron a los cristianos ortodoxos albaneses, aromunes y búlgaros como comunidades que podrían asimilarse a la nación griega. El irredentismo griego, la «Gran Idea» sufrió un revés en la guerra greco-turca (1919-1922) y en el genocidio griego. Desde entonces, las relaciones greco-turcas se han caracterizado por la tensión entre el nacionalismo griego y turco, que culminó con la invasión turca de Chipre (1974).

### Citas
1. 1 2 3 4  Motyl, 2001, "Greek Nationalism", pp. 201–203.
2. 1 2  Burckhardt, 1999, p. 168: "The establishment of these Panhellenic sites, which yet remained exclusively Hellenic, was a very important element in the growth and self-consciousness of Hellenic nationalism; it was uniquely decisive in breaking down enmity between tribes, and remained the most powerful obstacle to fragmentation into mutually hostile poleis."
3. 1 2  Wilson, 2006, "Persian Wars", pp. 555–556.
4. 1 2 3 4  Vasiliev, 1952, p. 582.
5. ↑  Hope, 2007, p. 177: "Hippocrates and Aristotle both theorized the geography was responsible for the differences between peoples. Not surprisingly, both writers theorized their own Greek tribes as superior to all other human collectives."
6. ↑  Çaǧaptay, 2006, p. 161.